# 姬聖脈
姬聖脈（？—1852年），清朝軍事將領，同武進士出身。
道光二十一年（1841年）辛丑恩科武進士，以守備用。累升都司。咸丰二年（1852年）九月 ，太平军围攻长沙，在水陆洲大败清朝钦差大臣向荣，姬圣脉等四十七名将领战殁。朝廷赐祭葬如例。